# Adrienne Goehler

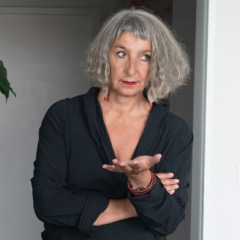
Adrienne Goehler (2016)

Adrienne Goehler (* 13. Oktober 1955 in Lahr im Schwarzwald) ist deutsche Psychologin, Kultur- und Hochschulmanagerin sowie Politikerin (parteilos, 2001/02 Senatorin für Wissenschaft, Forschung und Kultur in Berlin).
Goehler ist diplomierte Psychologin, ehemalige Präsidentin der Hochschule für bildende Künste in Hamburg, war Senatorin für Wissenschaft, Forschung und Kultur des Landes Berlin und Kuratorin des Hauptstadtkulturfonds. Sie ist die Initiatorin und künstlerische Leiterin der Wanderausstellung ZUR NACHAHMUNG EMPFOHLEN! und die Initiatorin des Fonds Ästhetik und Nachhaltigkeit. Heute lebt und arbeitet sie als freie Publizistin und Kuratorin in Berlin.

## Leben und Beruf
Nach dem Abitur begann Goehler ein Studium der Romanistik und Germanistik an der Universität Freiburg, in dessen Zeit längere Studienaufenthalte in Frankreich und Westafrika fielen. Während ihrer Studienzeit in Freiburg war sie Mitglied der „Marxistisch-Reichistischen Initiative“, die als Bunte Liste Freiburg zeitweilig einen Vertreter im örtlichen Stadtrat stellte. Im Jahr 1978 zog sie nach Hamburg, wo sie ein Studium der Psychologie begann, das sie 1986 als Diplom-Psychologin abschloss. Bereits während des Studiums leistete Goehler von 1983 bis 1985 therapeutische Arbeit in einer Sexualberatungsstelle. 1989 wurde sie zur Präsidentin der Hochschule für bildende Künste in Hamburg berufen und 1995 wiedergewählt. Zwischen 2002 und 2006 war Goehler Kuratorin des Hauptstadtkulturfonds.

## Politische Laufbahn
Nach Abschluss des Studiums wurde Goehler Abgeordnete der von ihr initiierten GAL-Frauenfraktion in der Hamburgischen Bürgerschaft, verantwortlich in den Ausschüssen Wissenschaft und Forschung, Kultur, Frauen. 1990 war sie Mitbegründerin des Rates für Frauen in Wissenschaft, Technik und Kunst. Seit 1991 ist Goehler parteilos.

## Öffentliche Ämter und Tätigkeiten
Nach der Wahl Klaus Wowereits zum Regierenden Bürgermeister von Berlin am 16. Juni 2001 wurde die parteilose Goehler zur Senatorin für Wissenschaft, Forschung und Kultur in der rot-grünen Übergangsregierung des Landes Berlin gewählt. Sie schied jedoch bereits am 17. Januar 2002 wieder aus dem Amt, als nach den Neuwahlen vom 21. Oktober 2001 ein SPD-PDS-Senat gebildet wurde und die GRÜNEN aus der Landesregierung ausschieden.
Goehler war in zahlreichen Jurys, Räten und Beiräten engagiert, so unter anderem von 1992 bis 1997 als Mitglied im Rundfunkrat des NDR, von 1991 bis 2001 im Kunstbeirat der Internationalen Frauenuniversität (ifu) und seit 1998 als Mitglied des Kuratoriums der „Europäischen Akademie für Frauen in Politik und Wirtschaft“ Berlin. Von 2001 bis 2006 war sie im Vorstand der Internationalen Frauenuniversität (ifu)/Womens’ Institute of Technology, Development and Culture (W.I.T.); von 2005 bis 2007 im Vorstand von Berlin 21 der Berliner Agenda-Initiativen. Von 2005 bis 2008 war sie Mitglied im Aufsichtsrat der tageszeitung (taz), von 2007 bis 2010 im Kuratorium der Europäischen Kulturhauptstadt Ruhr 2010 und im Aufsichtsrat von arsenal institut für film und videokunst e. V.
2007 kuratierte sie auf Initiative von attac und in Kooperation mit dem Kulturamt Rostock ART GOES HEILIGENDAMM eine künstlerische Intervention im öffentlichen Raum anlässlich des G8-Gipfels in Heiligendamm 2007. Seit 2010 tourt die von ihr kuratierte Ausstellung „Zur Nachahmung empfohlen! Expeditionen in Ästhetik und Nachhaltigkeit“ national und international. Zur Nachahmung empfohlen! hat folgende Auszeichnungen erhalten: Mediensonderpreis der Deutschen Umwelthilfe 2010, Projekt „Werkstatt N“ des Rats für nachhaltige Entwicklung 2010, „Projekt der UN-Dekade 2014“, Bildung für nachhaltige Entwicklung (BNE) zudem wurde die 16. Station von ZNE! in Valparaíso zur besten Internationalen Ausstellung des Jahres 2017 in Chile gekürt.
Die ZNE!-Ausstellung wurde seit Beginn an von dem Grundgedanken eines Fonds für Ästhetik und Nachhaltigkeit getragen, welcher bereits 2005 während Goehlers Tätigkeit als Kuratorin des Hauptstadtkulturfonds entstanden ist. Ein solcher Fonds soll längerfristig das Zusammenwirken von Kunst und Wissenschaft fördern. Die Erfolge und Ergebnisse der Wanderausstellung führten zu der Umsetzung der Idee: Mit Manuel Rivera (IASS) legte sie 2019 einen Entwurf für einen Fonds Ästhetik und Nachhaltigkeit | FÄN vor, unterstützt von aktuell 172 prominenten Stimmen aus den Bereichen der Kunst und Wissenschaft.
Mitte Juni 2022 trat Goehler aufgrund der Kontroverse um die Kunsthalle im Flughafen Tempelhof aus dem Aufsichtsrat der zuständigen Tempelhof Projekt GmbH aus und forderte neben zivilgesellschaftlicher Mitbestimmung eine stärkere Nutzungsausrichtung der Räumlichkeiten an Gemeinwohl und Nachhaltigkeit.
Seit 2020 ist Adrienne Goehler »Affiliate Scholar« am Institut für transformative Nachhaltigkeitsforschung (IASS) in Potsdam.

## Kritik
Kurz nach den Terroranschlägen am 11. September 2001 sorgte Goehler mit Äußerungen für Empörung, die Türme des World Trade Centers seien „Phallus-Symbole“ und „Türme des Turbokapitalismus“ gewesen, die ihr „nie so recht behagt“ hätten.

## Schriften
- Verflüssigungen. Wege und Umwege vom Sozialstaat zur Kulturgesellschaft, Campus, Frankfurt u. a. 2006, ISBN 3-593-37812-4.
- zusammen mit Götz Werner: 1000 € für jeden. Freiheit, Gleichheit, Grundeinkommen, Econ, Berlin 2010, ISBN 978-3-430-20108-7.
- Zur Nachahmung empfohlen! Expeditionen in Ästhetik und Nachhaltigkeit Ausstellungspublikation, Hrsg. Hatje Canz Verlag, Ostfildern 2010, ISBN 978-3-7757-2772-3.
- Konzeptgedanken zur Errichtung eines Fonds Ästhetik und Nachhaltigkeit, Hrsg. Heinrich-Böll-Stiftung, Band 10 Reihe Bildung + Kultur, 2012 (2. Auflage 2013), ISBN 978-3-86928-074-5.
- Conceptual Thoughts on a Fund for Aesthetics and Sustainability curated by Kampnagel in There is nothing that is beyond our imagination, Hrsg. ArtInSide, 2020 Imagine art and climate change, edited by Claudia Galhós, 2015, ISBN 978-989-95397-6-1.
- Nachhaltigkeit braucht Entschleunigung braucht Grundein/auskommen ermöglicht Entschleunigung ermöglicht Nachhaltigkeit, Parthas Verlag, Berlin 2020, ISBN 978-3-86964-125-6.
- Sustainability needs Decleration needs Basic Income | Livelihood enables Decleration enables Sustainability, Palo Alto, CA [u. a.]: Issuu Inc.[7]